# Liste de variétés de tomates
 (août 2025).

Principales formes de tomates : 1, aplatie - 2, légèrement aplatie - 3, arrondie - 4, haute et ronde - 5, en forme de cœur - 6, cylindrique - 7, piriforme - 8, en forme de prune

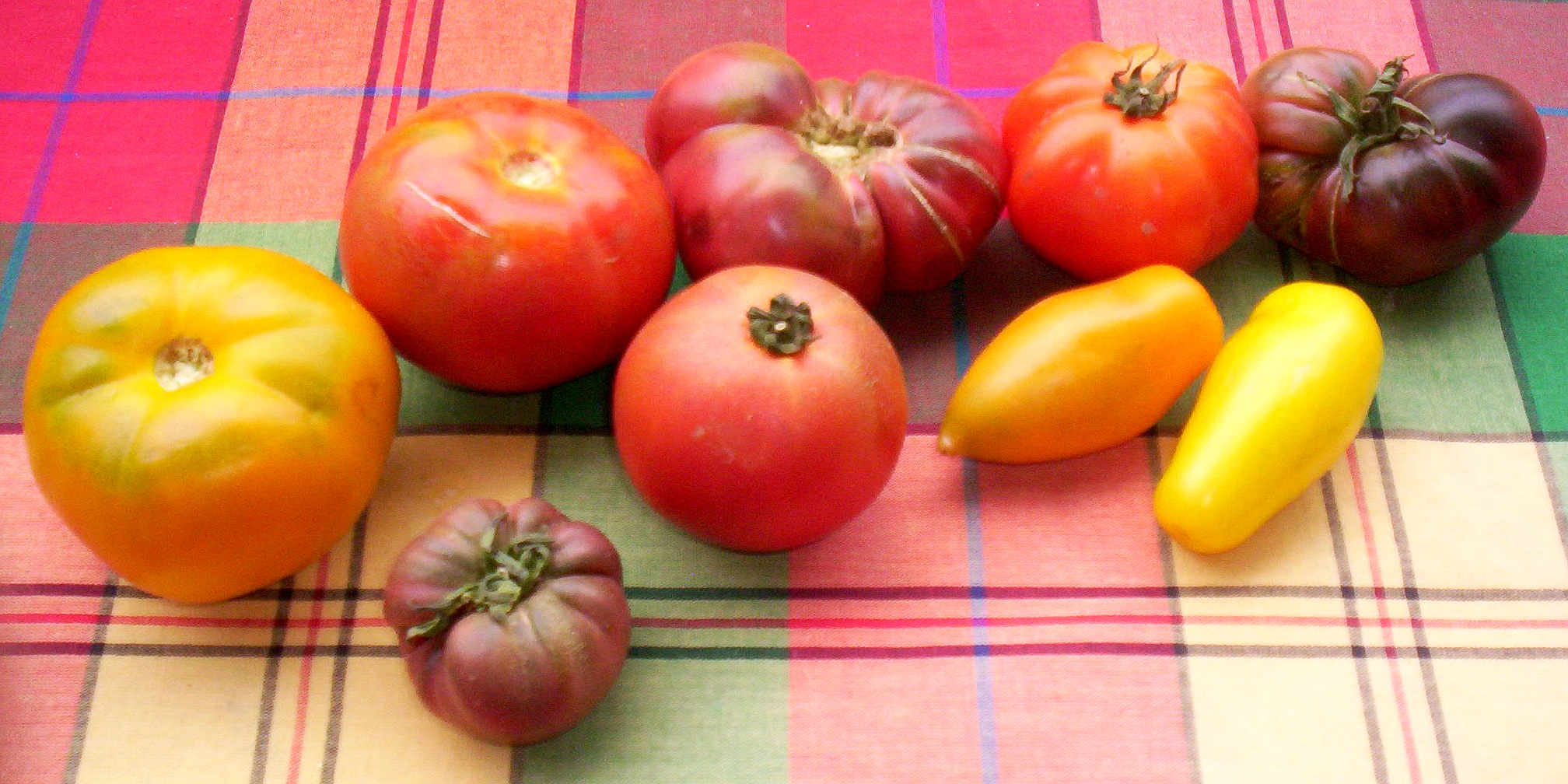
Diverses variétés

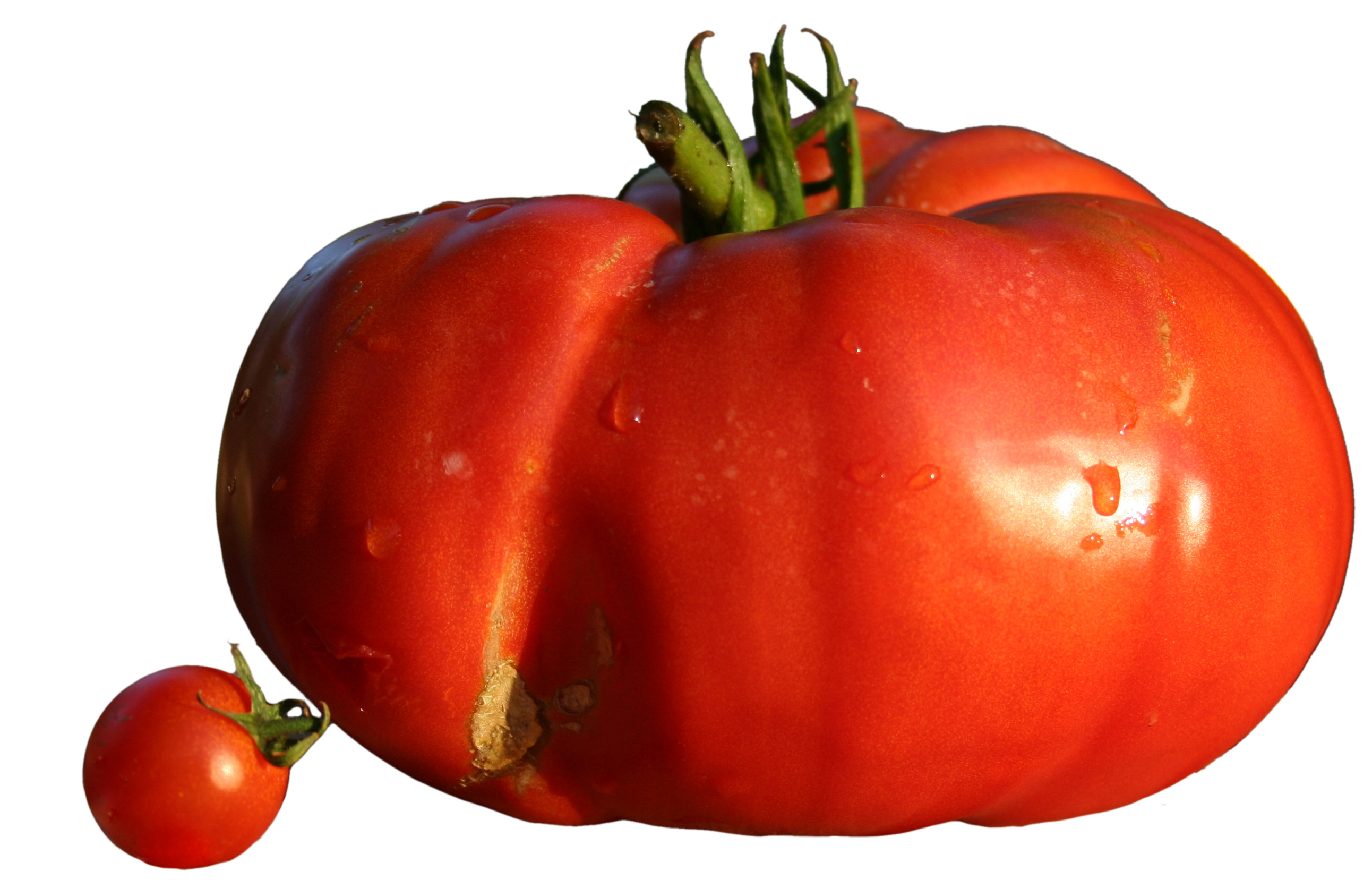
Diversité des tailles du fruit entre les variétés

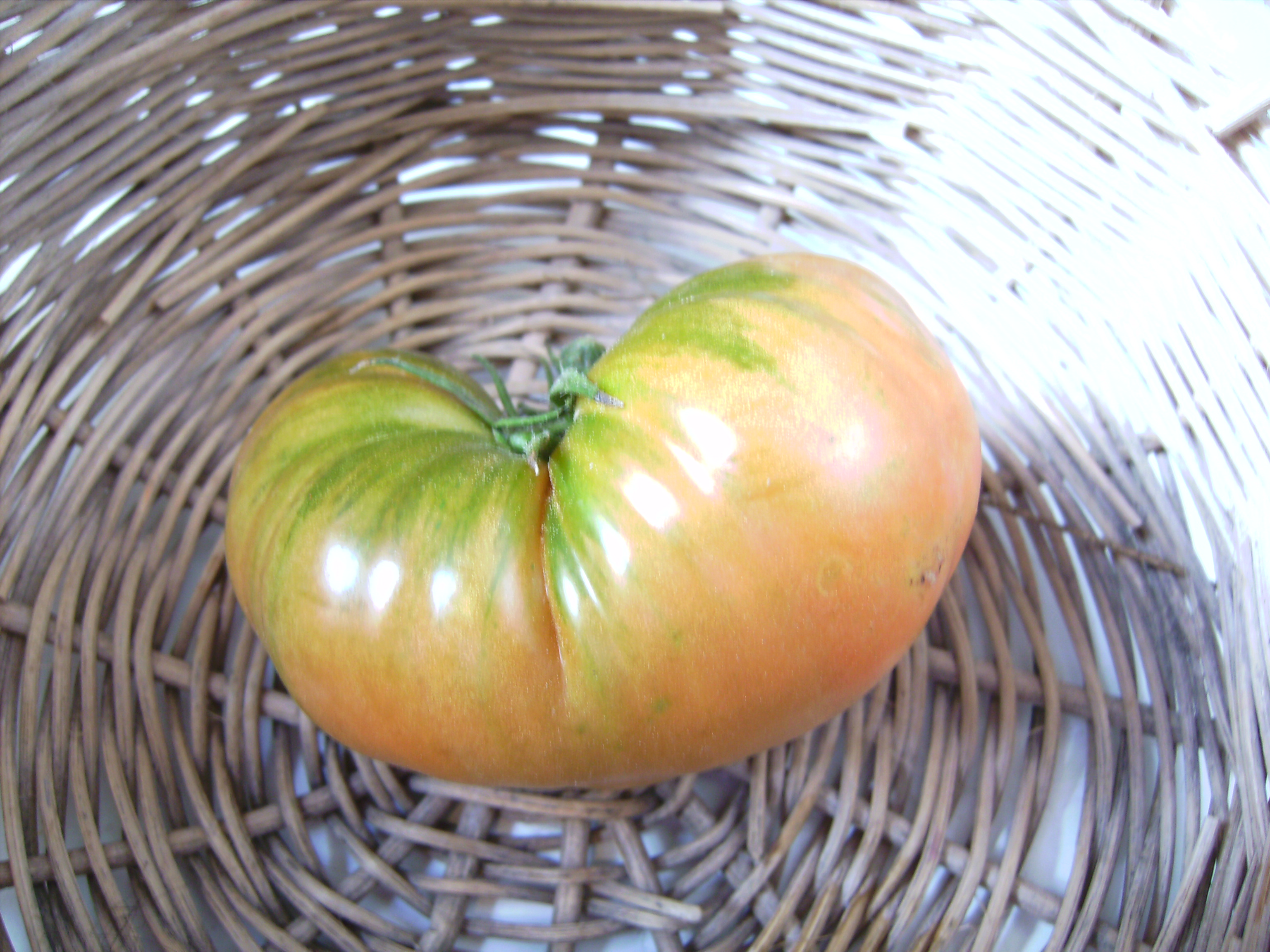
Solanum lycopersicum 'Marmande'

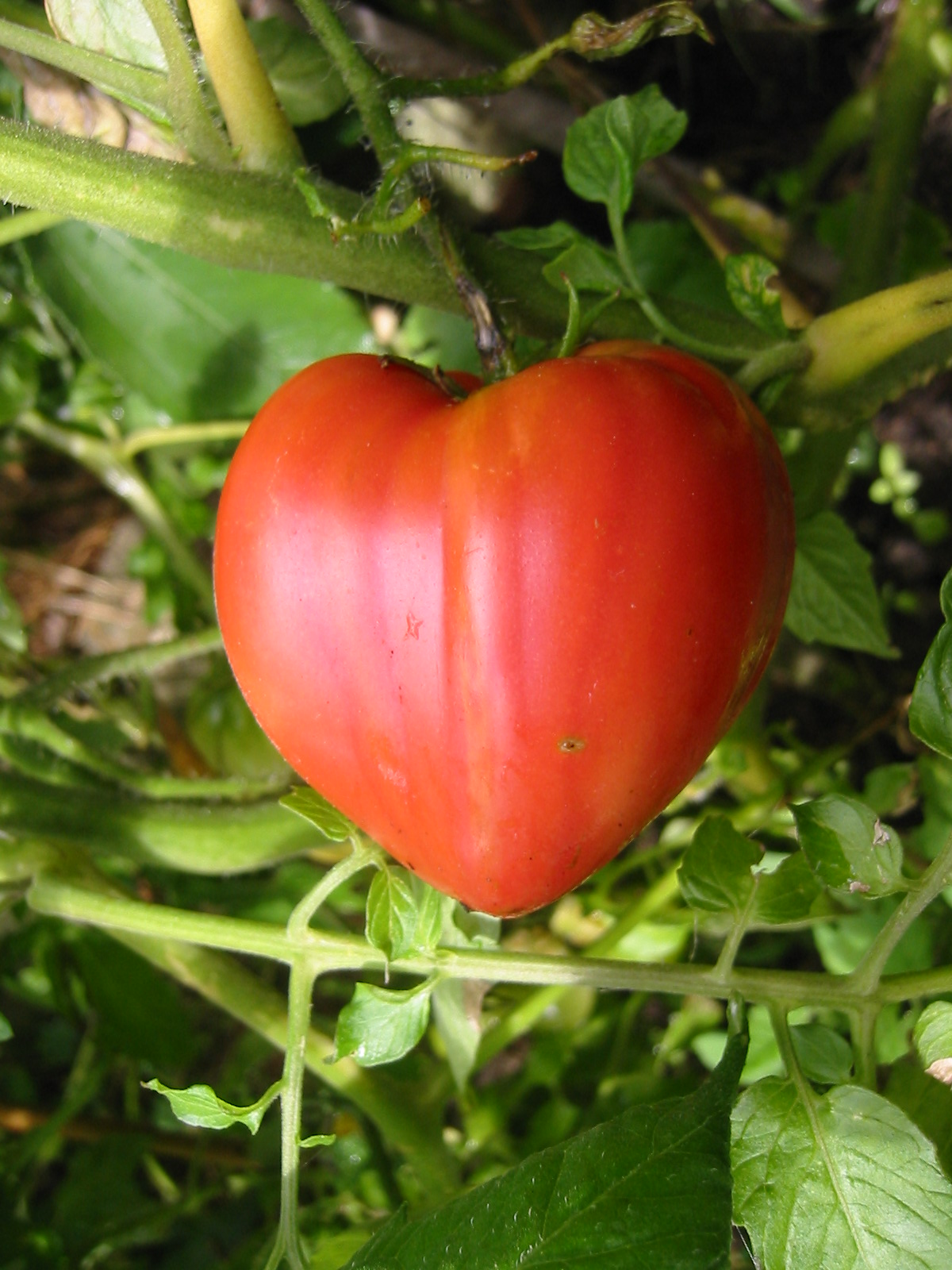
Cuor di bue, qui est la vraie Cœur de bœuf.

Il existe plusieurs milliers de variétés cultivées de tomates (Solanum lycopersicum). La sélection faite par les hommes a privilégié les plantes à gros fruits. On distingue cependant plusieurs catégories de tomates, selon le mode de croissance de la plante — indéterminé ou déterminé — et surtout selon le type de fruit :
- les variétés à fruits plat et côtelé, de type tomate de Marmande, dont le poids est élevé puisqu'il peut dépasser 1 kg ;
- les variétés à fruit arrondi, dont le poids varie de 100 à 300 g, pour lesquelles il existe plus particulièrement de nombreuses variétés hybrides dont les fruits se conservent longtemps ;
- les variétés à fruit allongé avec une extrémité arrondie, de type Roma, ou pointue, de type Chico. Ces dernières variétés sont surtout destinées à l'industrie. Elles ont toutes un port déterminé et leurs fruits répondent à un certain nombre de critères technologiques liés à leur transformation. Certaines de ces variétés se prêtent à la récolte mécanique ;
- les variétés de petite dimension et de faible poids, tomate cerise, cocktail.

Des collections de cultivars de tomates sont entretenues dans différents pays pour préserver les ressources génétiques de l'espèce et des espèces voisines, notamment en Californie (États-Unis) le Tomato Genetics Resource Center (TGRC, centre de recherches génétiques sur la tomate), à Taïwan l'Asian Vegetable Research and Development Center (AVRDC, Centre asiatique de recherche et de développement du végétal) et en Russie le VIR (Institut Vavilov).
En France, la collection nationale de ressources génétiques de tomates est maintenue à la station INRAE de Montfavet, un quartier d'Avignon. De nombreux autres collectionneurs cultivent des variétés reproductibles, et parmi les plus importants on peut citer : le Conservatoire de la tomate, situé au château de la Bourdaisière à Montlouis-sur-Loire, qui conserve environ 700 variétés, ou l'association Cultive ta rue, domiciliée à Quierzy, qui référence plus de 3 000 cultivars.
Dans les catalogues européens des espèces et variétés, figurent plus de 4 000 variétés inscrites de tomates, dont plus de 480 dans le catalogue français. Ces catalogues comprennent une majorité de variétés modernes, souvent des hybrides F1, mais aussi des variétés traditionnelles. En outre, pour répondre aux critiques formulées à l'égard des catalogues officiels par des jardiniers amateurs, plus de 170 variétés traditionnelles ont été ajoutées dans une « liste annexe des variétés sans valeur intrinsèque, dénommée précédemment en France : liste annexe des anciennes variétés pour amateurs ».
Parmi les nombreux cultivars (dits variétés) :
- Abraham Lincoln, Ace, Ananas, Auriga, Australie.
- Banana Legs, Beef Master, Bif, Big beef, Bonsai, Borghese, Bourgois, Brandy wine, Brimmer, Brin de muguet.
- Calabash red, Caro rich, Cerise, Champion, Charbonnière, Chico, Climbing Trip, Cœur de pigeon, Cœur de bœuf, Cold & Green, Corrogo, Costoluto genovese, Cuostralee.
- Datterino, De Berao, Délice d'or, Delicious, Des Andes, Doubl Rich.
- Earliana, Early rouge, Eureka, Evergreen, Flavr Savr, Fuzzy pêche rose.
- Geant Reif red, German, Golden boy, Golden Treasure, Goliath, Green pineapple, Green zebra, Gregori Altai, Grosse blanche, Groseille.
- Hegejesmalmi, Ida Gold, Ivory Egg.
- Jaune, Jenny, Jérusalem, Jolly, Juliet.
- La rossa, La Paz, Liberty bell, Livingston beauty, Lucy.
- Marmande, Marvel Stripped, Marzounette, Mexicaine, Mikado, Mirabelle, Monte Carlo, Mont Favet.
- New Zealand pear, Noire de Crimée.
- Olirose de Saint-Domingue, Olivette, Omar Libanaise, Opalska, Orange Bourgoin, Orenburg giant, Oroma.
- Pantano, Peacevine, Pêche jaune, Pendelotte, Perestroika, Persimon, Plum Dandy, Podland pink, Poire jaune, Poire rouge, Poire Rose, Pomodoro, Ponderosa golden, Ponderosa Pink, Portugaise, Potiron écarlate, Précoce de Quimper, Principe, Pritchard, Prudent's Purple, Prune noire, Prune rouge.
- Raisin vert, Reinsen Traube, Roma, Romanesco, Rose, Rose Succès, Rose de Berne, Rosextra.
- San Marzano, Santa, Santiam, Sasha Altai, Scatalone 2, Shimmeig Creg, Sicile, Soldaki, Striped, Stripped german, Stupice, Summer Sweet, Sunstart, Sweet 100, Sweet Million, Saint Pierre.
- Tchèque, Teardrop, Téton de Vénus, TGV 52, Tiger Tom, Tomatillo verte, Tomatillo Violette, Tonnelet, Torino, Triomphe de Liège, Trophée, Tula.
- Violetor, Viva Italia, Yellow canary, Zapotek.

La tomate fournaise, variété obtenue en 1956, est la première tomate F1 commercialisée en France. Créée par Vilmorin-Andrieux, elle se caractérise par sa grande précocité. Le fruit est rond et mou, et de calibre plutôt petit. Les tomates Fournaise sont en moyenne plus précoces de 15 jours par rapport aux autres variétés françaises.